# Il terremoto
Il terremoto (The Shock) è un film muto del 1923 diretto da Lambert Hillyer. Ambientato tra i bassifondi e i quartieri alti di San Francisco, vede come protagonista Lon Chaney nelle vesti di uno storpio che si innamora della figlia della sua vittima. In scena anche il terremoto di San Francisco. La sceneggiatura di Charles Kenyon si basa sul racconto Pit of the Golden Dragon di William Dudley Pelley.

## Trama
Nella Chinatown di San Francisco, Wilse Dilling, un truffatore sciancato che bazzica il Mandarin Café, viene convocato dal suo capo, “Queen Ann” Cardington, boss criminale della zona. La donna ha disposto che Dilling si rechi nella piccola città di Fallbrook dove lo aspetta un posto di operatore al telegrafo nella stazione ferroviaria locale, spiegandogli che il suo vero compito sarà quello di socializzare con gli abitanti del posto, tenendo aperti gli occhi fino al momento in cui lei lo contatterà. La lunga permanenza di Dilling a Fallbrook produce nell'uomo un addolcimento del carattere: la gente è amichevole, la vita scorre tranquilla e lui si innamora di Gertrude Hadley, una ragazza dolce e comprensiva, figlia del banchiere Micha Hadley. Il frequentarla gli offre l'unica felicità che ha mai conosciuto nella vita. Lei, attratta da quello che considera un comportamento innocente e fanciullesco, lo incoraggia, regalandogli perfino la Bibbia che era appartenuta a sua madre. Ma Hadley, il padre della ragazza, disapprova che i due si vedano e Jack Cooper, figlio del proprietario dell'emporio di Fallbrook, è risentito del tempo che lei dedica al nuovo arrivato. Gertrude svela a Dilling che lei e Jack sono segretamente fidanzati. La notizia sconvolge l'uomo che, però, promette all'amica di sostenerla e aiutarla finché Jack si comporterà bene con lei. Intanto, Queen Ann telefona a Micha Hadley, comunicandogli che il giorno dopo riceverà la visita di un suo inviato, incaricato di scoprire le falle della sua banca dei cui fondi il banchiere si è appropriato.
Quando Queen Ann telefona a Dilling per dirgli di controllare che Hadley non lasci la città, l'uomo è lacerato tra il suo dovere e l'amore per Gertrude.
Quella notte, Dilling trova Hadley da solo nel suo ufficio. Gli confessa di lavorare per Queen Ann, poi lo manda a casa, promettendogli che riuscirà a risolvere la situazione. La soluzione che trova è quella di far saltare per aria la banca in un'esplosione che cancellerà tutte le prove delle malversazioni di Hadley. 
Ma, al momento dell'esplosione, Gertrude sta entrando nella banca dalla porta anteriore. Ferita gravemente, viene curata dal medico del posto che la manda in un ospedale di San Francisco. Intanto Hadley racconta a Dilling della sua relazione con Queen Ann. Stavano per sposarsi ma quando il banchiere scoprì le attività criminali della donna, testimoniò in tribunale contro di lei, facendola condannare. Uscita dal carcere, Queen Ann raccolse delle prove che incriminavano Hadley, ricattandolo e costringendolo ad appropriarsi dei fondi della banca. Anche se l'esplosione ha distrutto le prove, Ann è ancora in possesso di documenti compromettenti firmati da lui che ha nascosti in casa da qualche parte. Dilling, per amore di Gertrude, si impegna a ritrovarli.
Quando Dilling torna a San Francisco, scopre che Queen Ann progetta di usare per la sua vendetta Gertrude che, ormai guarita, ha lasciato l'ospedale e si trova in un albergo. Usando Jack Cooper, che ha rotto il fidanzamento, Queen Ann adesca Gertrude al Mandarin Café. Gli scagnozzi della donna battono Dilling che supplica di lasciare libera la ragazza. Siamo nel 1906 e il grande terremoto scuote San Francisco. Tra gli edifici distrutti, anche il Mandarin Café e la casa di Queen Ann che finiscono inghiottiti nell'oceano. Benché feriti, Dilling e Gertrude vengono risparmiati. L'uomo viene operato alle gambe che i chirurghi riescono a rimettere a posto. In convalescenza, Dilling viene accudito da Gertrude che ormai si prende cura di lui.

## Produzione

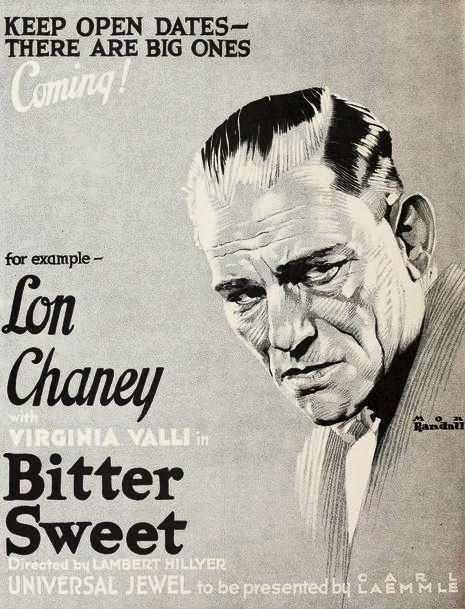
Pubblicità del film con il suo primo titolo

Il film - che venne girato tra il giugno e il luglio 1922 - fu prodotto da Carl Laemmle per l'Universal Pictures (con il nome Universal Jewel) con il titolo di lavorazione Bittersweet che, ai primi di dicembre 1922, venne cambiato in The Shock.

## Distribuzione
Il copyright del film, richiesto dalla Universal Pictures, fu registrato il 27 aprile 1923 con il numero LP18917.
Distribuito dall'Universal Pictures, il film uscì nelle sale cinematografiche statunitensi il 10 giugno 1923.
Copie complete della pellicola si trovano conservate in diversi archivi: in quelli della Film Preservation Associates, alla Cineteca di Bologna, alla Cineteca Nazionale di Roma, al BFI/National Film And Television Archive di Londra, all'UCLA Film and Television Archive di Los Angeles, all'Academy Film Archive di Beverly Hilla, alla George Eastman House di Rochester.